# Quan et cases?
Quan et cases? (títol original en tahitià Nafea Faaipoipo) és un quadre de Paul Gauguin fet el 1892 durant la seva primera estada a Tahití. El febrer de 2015 va ser venut per prop de 300 milions de dòlars, el preu més alt pagat mai per una obra d'art. Pertanyia a la col·lecció privada de la Fundació Rudolf Staechlin, de Basilea, i va estar cedit en dipòsit al Museu d'Art de Basilea durant gairebé 50 anys. Va ser venut en privat a Al-Mayassa bint Hamad bin Khalifa Al-Thani de Qatar.
En el cantó esquerre inferior té la inscripció «P.Gauguin 92» i en el cantó dret «NAFEA Faa ipoipo». El títol en tahitià és fragmentari, compost del pronom interrogatiu nāfea ('quan') i el verb faʻaipoipo ('casar'), però hi manca un pronom personal. Gauguin ho va traduir per al catàleg de l'exposició a la galeria Durand-Ruel com Quand te maries-tu? (Quan et cases?).

## Descripció
Dues figures centrals absorbeixen l'atenció assegudes a terra sobre un fons simplificat amb colors plans i vius. Són dues dones tahitianes situades en diferents plans. La primera va vestida amb un pareo de colors tradicionals i una brusa blanca, i darrere d'ella s'asseu a terra una dona vestida amb un vestit d'estil missioner tancat, de color rosa. El gest de la seva mà aixecada demana atenció.
El fons és de diferents plans de colors vius i intensos, que suggereixen el paisatge lluminós tropical. Van des del verd fosc de l'herba del primer pla, fins al prat daurat central i el blau llunyà de les muntanyes.

## Composició
La model per la noia en primer pla va ser la seva companya Tehe’amana. Les noies són en una clariana al peu del mont Orohena.
La composició té una influència de l'estampa japonesa. Les dues figures estan ben assentades en l'espai, com estàtues aïllades. A diferència del retrat europeu en què prima la individualitat, Gauguin utilitza sovint a Tahití la fórmula dels retrats duals que, a més, solen ser el motiu central del quadre.
La figura de la noia, mig asseguda i mig a la gatzoneta, ja l'havia analitzada en un dibuix amb llapis, carbó i pastel, i després la va reproduir com a figura secundària en diversos quadres.

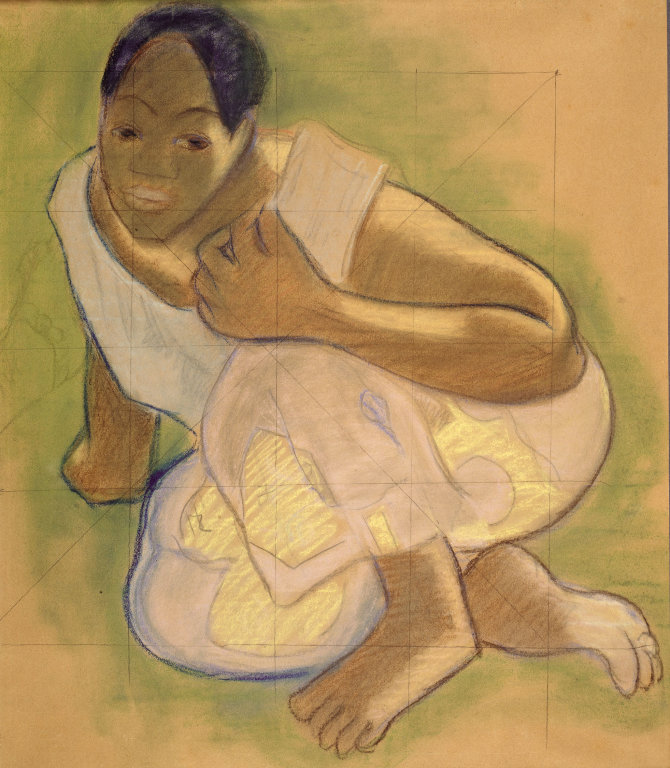
Estudi per Nafea Faaipoipo (1892)
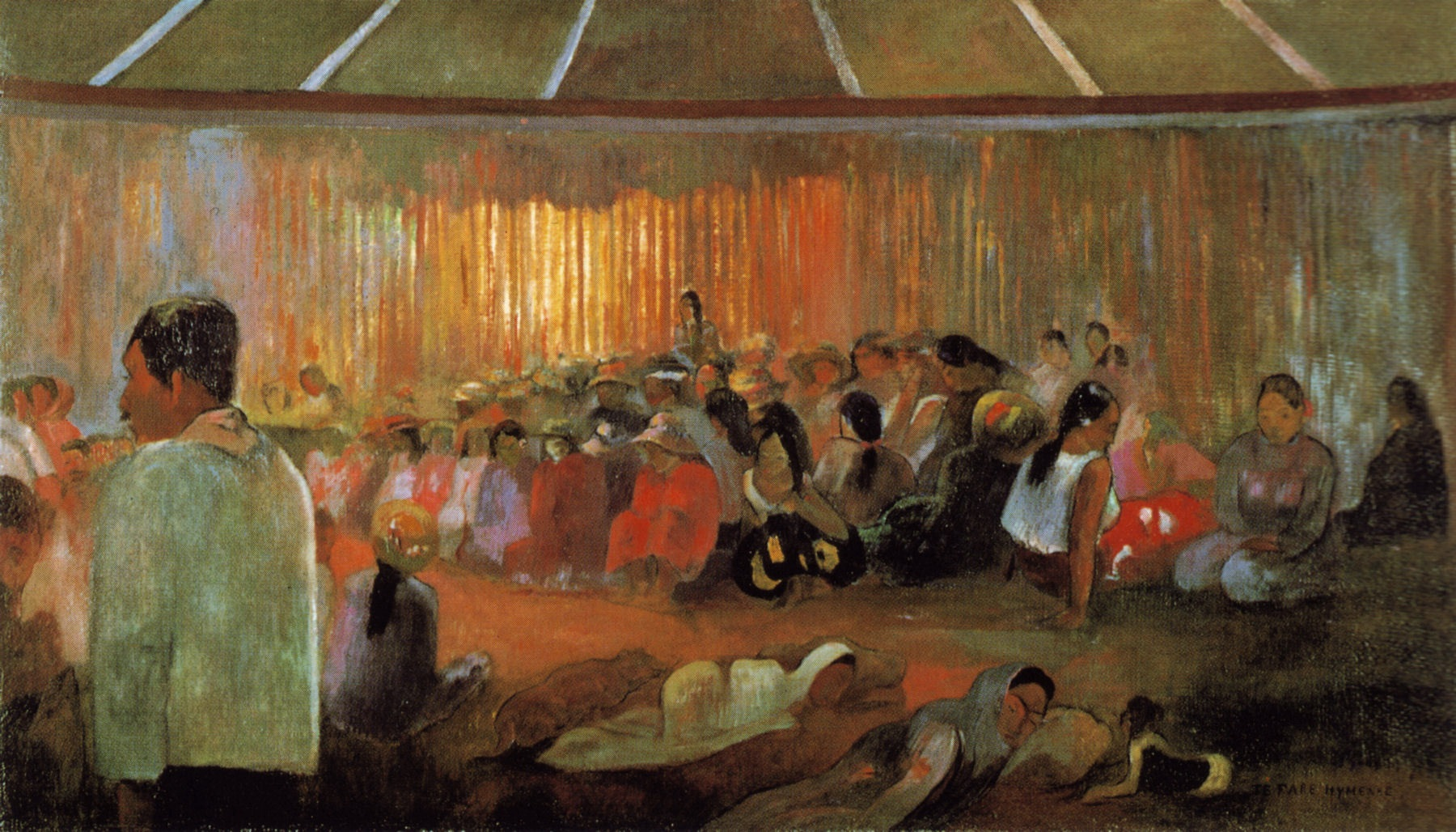
Te Fare Hymenee (1892)
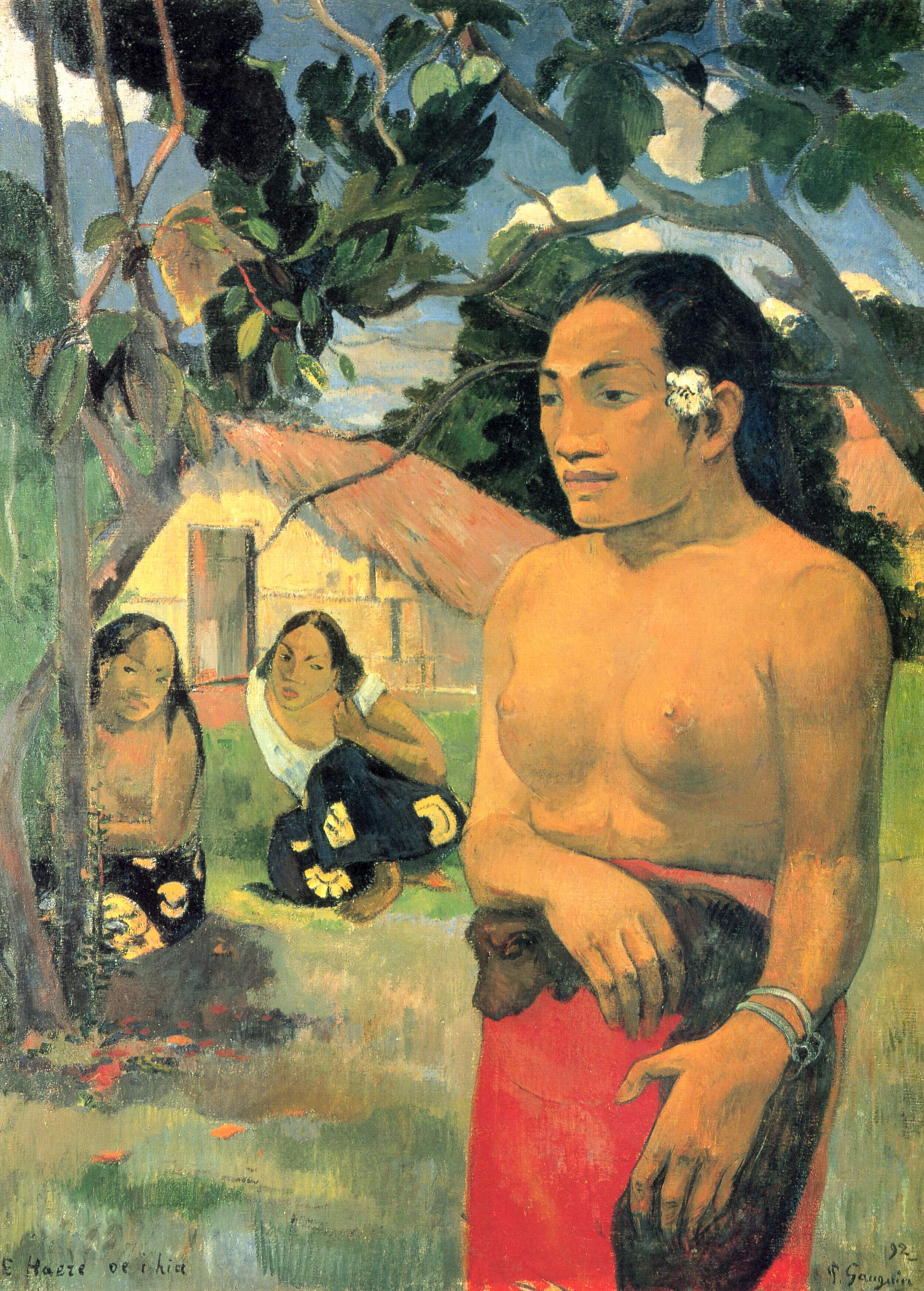
E haere oe i hia (1892)
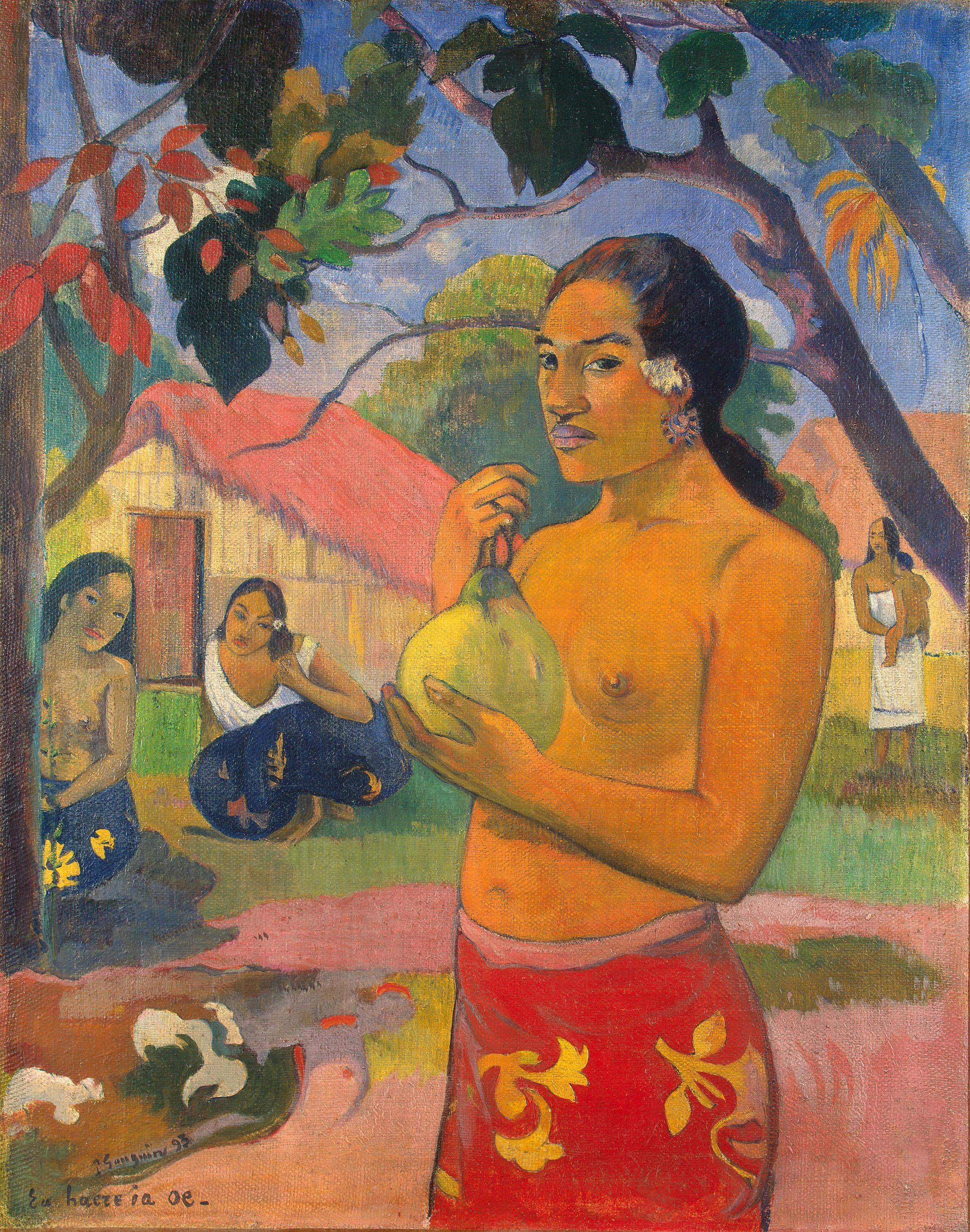
Eu haere ia oe (1893)

## Simbolisme
El títol de l'obra és enigmàtic i forma part també del simbolisme general de l'escena. Sembla que Gauguin està convidant l'audiència que faci la seva pròpia interpretació de l'obra oferint una oportunitat de comentar. Normalment, s'ha considerat que la noia en primer pla es vol casar i que la segona dona, més gran, seria l'encarregada de cercar-li un marit. Però, segons la tradició, portar una flor de tiara a l'orella esquerra significa que la persona no cerca companyia, al contrari que si la dugués a l'orella dreta. La noia podria estar ja compromesa i sembla estar escoltant la pregunta formulada per la dona del darrere.
Les dues dones mostren un contrast marcat. Mentre la figura davantera està representada amb una disposició somniadora i en una posició que penetra l'espai, la posterior té una actitud més serena i inflexible, amb un rostre més definit que es constitueix en el veritable centre de la imatge.

## Historial
Va figurar en l'exposició «Obres recents de Gauguin» de 1893 a la galeria Durand-Rouel de París, amb el número 19. En la subhasta de l'hôtel Drouel de París del 1895, amb el número 21, no va trobar comprador per 500 francs.
L'obra està publicada en el catàleg de Wildenstein de 1964, amb el número 454, i en el catàleg de Gabriele Sugana de 1972, amb el número 276.